# Liste des plus grandes compagnies aériennes
 (février 2025).
Cette liste répertorie les plus grandes compagnies aériennes, c'est-à-dire les plus grandes entreprises de transport aérien.

## Classements

### Par passagers transportés
| Rang | Compagnie               | Pays                 | 2017  | 2016  | 2015    | 2014    | 2013    | 2012    | 2011    |
| ---- | ----------------------- | -------------------- | ----- | ----- | ------- | ------- | ------- | ------- | ------- |
| 1    | Delta Air Lines         | États-Unis           | 199,6 | 198,7 | 146,53  | 87,83   | 86,823  | 86,335  | 86,042  |
| 2    | American Airlines       | États-Unis           | 186,4 | 183,7 | 138,842 | 129,433 | 120,636 | 116,726 | 113,731 |
| 3    | Southwest Airlines      | États-Unis           | 157,8 | 151,8 | 144,575 | 129,087 | 115,323 | 112,234 | 110,587 |
| 4    | United Airlines         | États-Unis           | 148,1 | 143,2 | 95,384  | 90,439  | 90,161  | 92,619  | 50,473  |
| 5    | Ryanair                 | Irlande              | 130,3 | 119,8 | 101,401 | 86,370  | 81,395  | 79,649  | 76,422  |
| 6    | Lufthansa               | Allemagne            | 130,0 | 62,4  |         | 59,850  | 63,273  | 64,393  | 63,012  |
| 7    | China Southern Airlines | Chine                | 126,3 | 84,9  | 109,301 | 100,683 | 91,504  | 86,277  | 80,545  |
| 8    | China Eastern Airlines  | Chine                | 110,8 | 80,9  | 75,139  | 66,174  | 62,653  | 79,611  |         |
| 9    | IAG                     | Royaume-Uni/ Espagne | 104,8 |       |         |         |         |         |         |
| 10   | Air China               | Chine                | 101,6 |       |         |         |         |         |         |

### Par chiffre d'affaires
| Rang | Entreprise                   | Pays                 | Chiffre d'affaires (2018) |
| ---- | ---------------------------- | -------------------- | ------------------------- |
| 1    | Delta Air Lines              | États-Unis           | 44,9                      |
| 2    | American Airlines            | États-Unis           | 44,5                      |
| 3    | Lufthansa                    | Allemagne            | 42,3                      |
| 4    | United Airlines              | États-Unis           | 41,9                      |
| 5    | Air France KLM               | France/ Pays-Bas     | 31,3                      |
| 6    | International Airlines Group | Royaume-Uni/ Espagne | 28,8                      |
| 7    | Southwest Airlines           | États-Unis           | 22                        |
| 8    | China Southern Airlines      | Chine                | 21,7                      |
| 9    | All Nippon Airways           | Japon                | 18,6                      |
| 10   | China Eastern Airlines       | Chine                | 17,3                      |

### Par capitalisation
| Rang | Entreprise              | Pays       | Capitalisation Boursière |
| ---- | ----------------------- | ---------- | ------------------------ |
| 1    | Air China               | Chine      | 13.13                    |
| 2    | Singapore Airlines      | Singapour  | 9.73                     |
| 3    | China Southern Airlines | Chine      | 7.50                     |
| 4    | Cathay Pacific Airways  | Hong Kong  | 6.97                     |
| 5    | Lufthansa               | Allemagne  | 6.92                     |
| 6    | LAN Airlines            | Chili      | 6.75                     |
| 7    | Delta Air Lines         | États-Unis | 6.58                     |
| 8    | China Eastern Airlines  | Chine      | 6.31                     |
| 9    | Southwest Airlines      | États-Unis | 6.29                     |
| 10   | United Airlines         | États-Unis |                          |

### Par le nombre de pays desservis
| Rang | Compagnie          | Pays                | Nombre de pays reliés en 2019 Source |
| ---- | ------------------ | ------------------- | ------------------------------------ |
| 1    | Air France / KLM   | France / Pays-Bas   | 149                                  |
| 2    | Turkish Airlines   | Turquie             | 121                                  |
| 3    | Qatar Airways      | Qatar               | 83                                   |
| 4    | Ethiopian Airlines | Éthiopie            | 80                                   |
| 5    | British Airways    | Royaume-Uni         | 79                                   |
| 6    | Emirates           | Émirats arabes unis | 76                                   |
| 7    | Lufthansa          | Allemagne           | 73                                   |
| 8    | United Airlines    | États-Unis          | 73                                   |
| 9    | Delta Airlines     | États-Unis          | 60                                   |

### Par le nombre de destinations
| Rang | Compagnie               | Pays        | Nombre de destinations en 2024 |
| ---- | ----------------------- | ----------- | ------------------------------ |
| 1    | American Airlines       | États-Unis  | 352                            |
| 2    | United Airlines         | États-Unis  | 351                            |
| 3    | Delta Air Lines         | États-Unis  | 311                            |
| 4    | Turkish Airlines        | Turquie     | 283                            |
| 5    | Ryanair                 | Irlande     | 234                            |
| 5    | China Southern Airlines | Chine       | 234                            |
| 7    | China Eastern Airlines  | Chine       | 214                            |
| 8    | British Airways         | Royaume-Uni | 210                            |
| 9    | Lufthansa               | Allemagne   | 204                            |
| 10   | Air France / KLM        | France      | 198                            |

### Par le nombre de lignes
| Rang | Compagnie               | Pays        | Nombre de lignes en 2024 |
| ---- | ----------------------- | ----------- | ------------------------ |
| 1    | Ryanair                 | Irlande     | 6192                     |
| 2    | Southwest Airlines      | États-Unis  | 3161                     |
| 3    | EasyJet                 | Royaume-Uni | 2761                     |
| 4    | American Airlines       | États-Unis  | 1237                     |
| 5    | China Eastern Airlines  | Chine       | 1051                     |
| 6    | United Airlines         | États-Unis  | 1033                     |
| 7    | Delta Air Lines         | États-Unis  | 975                      |
| 8    | China Southern Airlines | Chine       | 963                      |
| 9    | Air China               | Chine       | 641                      |
| 10   | IndiGo                  | Inde        | 610                      |

### Sources
- (en) Cet article est partiellement ou en totalité issu de l’article de Wikipédia en anglais intitulé « World's largest airlines » (voir la liste des auteurs).

- Cet article est partiellement ou en totalité issu de l'article intitulé « Classement mondial des entreprises leader par secteur » (voir la liste des auteurs).